# Danh sách tiểu hành tinh: 27701–27800
| Tên                | Tên đầu tiên | Ngày phát hiện       | Nơi phát hiện          | Người phát hiện                  |
| ------------------ | ------------ | -------------------- | ---------------------- | -------------------------------- |
| 27701 -            | 1983 QR      | 30 tháng 8 năm 1983  | Palomar                | J. Gibson                        |
| 27702 -            | 1984 SE1     | 27 tháng 9 năm 1984  | Kleť                   | A. Mrkos                         |
| 27703 -            | 1984 SA2     | 29 tháng 9 năm 1984  | Kleť                   | A. Mrkos                         |
| 27704 -            | 1984 WB4     | 27 tháng 11 năm 1984 | Caussols               | CERGA                            |
| 27705              | 1985 DU1     | 16 tháng 2 năm 1985  | La Silla               | H. Debehogne                     |
| 27706 Strogen      | 1985 TM3     | 11 tháng 10 năm 1985 | Palomar                | C. S. Shoemaker, E. M. Shoemaker |
| 27707              | 1986 QY3     | 31 tháng 8 năm 1986  | La Silla               | H. Debehogne                     |
| 27708 -            | 1987 WP      | 20 tháng 11 năm 1987 | Palomar                | J. Alu, E. F. Helin              |
| 27709 Orenburg     | 1988 CU3     | 13 tháng 2 năm 1988  | La Silla               | E. W. Elst                       |
| 27710 Henseling    | 1988 RY1     | 7 tháng 9 năm 1988   | Tautenburg Observatory | F. Börngen                       |
| 27711 Kirschvink   | 1988 VT4     | 4 tháng 11 năm 1988  | Palomar                | C. S. Shoemaker, E. M. Shoemaker |
| 27712 Coudray      | 1988 VR7     | 3 tháng 11 năm 1988  | Tautenburg Observatory | F. Börngen                       |
| 27713 -            | 1989 AA      | 2 tháng 1 năm 1989   | Palomar                | E. F. Helin                      |
| 27714 -            | 1989 BR      | 29 tháng 1 năm 1989  | Tokushima              | M. Iwamoto, T. Furuta            |
| 27715              | 1989 CR1     | 5 tháng 2 năm 1989   | Gekko                  | Y. Oshima                        |
| 27716 Nobuyuki     | 1989 CX1     | 13 tháng 2 năm 1989  | Geisei                 | T. Seki                          |
| 27717 -            | 1989 CF3     | 4 tháng 2 năm 1989   | La Silla               | E. W. Elst                       |
| 27718 -            | 1989 GH3     | 2 tháng 4 năm 1989   | La Silla               | E. W. Elst                       |
| 27719 Fast         | 1989 SR3     | 16 tháng 9 năm 1989  | La Silla               | E. W. Elst                       |
| 27720 -            | 1989 UP3     | 16 tháng 10 năm 1989 | Palomar                | E. F. Helin                      |
| 27721              | 1989 WJ      | 20 tháng 11 năm 1989 | Gekko                  | Y. Oshima                        |
| 27722              | 1990 OB2     | 29 tháng 7 năm 1990  | Palomar                | H. E. Holt                       |
| 27723              | 1990 QA      | 19 tháng 8 năm 1990  | Siding Spring          | R. H. McNaught                   |
| 27724 -            | 1990 QA1     | 21 tháng 8 năm 1990  | Haute Provence         | E. W. Elst                       |
| 27725              | 1990 QF4     | 23 tháng 8 năm 1990  | Palomar                | H. E. Holt                       |
| 27726              | 1990 QM5     | 29 tháng 8 năm 1990  | Palomar                | H. E. Holt                       |
| 27727 -            | 1990 QM7     | 20 tháng 8 năm 1990  | La Silla               | E. W. Elst                       |
| 27728 -            | 1990 QD8     | 16 tháng 8 năm 1990  | La Silla               | E. W. Elst                       |
| 27729 -            | 1990 QK9     | 16 tháng 8 năm 1990  | La Silla               | E. W. Elst                       |
| 27730              | 1990 QU9     | 26 tháng 8 năm 1990  | Palomar                | H. E. Holt                       |
| 27731              | 1990 RK3     | 14 tháng 9 năm 1990  | Palomar                | H. E. Holt                       |
| 27732              | 1990 RH7     | 13 tháng 9 năm 1990  | La Silla               | H. Debehogne                     |
| 27733              | 1990 RM7     | 13 tháng 9 năm 1990  | La Silla               | H. Debehogne                     |
| 27734              | 1990 RA8     | 14 tháng 9 năm 1990  | La Silla               | H. Debehogne                     |
| 27735 -            | 1990 SZ5     | 22 tháng 9 năm 1990  | La Silla               | E. W. Elst                       |
| 27736 Ekaterinburg | 1990 SA6     | 22 tháng 9 năm 1990  | La Silla               | E. W. Elst                       |
| 27737 -            | 1990 SA8     | 22 tháng 9 năm 1990  | La Silla               | E. W. Elst                       |
| 27738              | 1990 TT4     | 9 tháng 10 năm 1990  | Siding Spring          | R. H. McNaught                   |
| 27739 Kimihiro     | 1990 UV      | 17 tháng 10 năm 1990 | Geisei                 | T. Seki                          |
| 27740 Obatomoyuki  | 1990 UC1     | 20 tháng 10 năm 1990 | Geisei                 | T. Seki                          |
| 27741 -            | 1990 UJ4     | 16 tháng 10 năm 1990 | La Silla               | E. W. Elst                       |
| 27742 -            | 1990 UP4     | 16 tháng 10 năm 1990 | La Silla               | E. W. Elst                       |
| 27743              | 1990 VM      | 8 tháng 11 năm 1990  | Siding Spring          | R. H. McNaught                   |
| 27744 -            | 1990 VO6     | 15 tháng 11 năm 1990 | La Silla               | E. W. Elst                       |
| 27745 -            | 1990 WS      | 18 tháng 11 năm 1990 | La Silla               | E. W. Elst                       |
| 27746 -            | 1990 WE3     | 18 tháng 11 năm 1990 | La Silla               | E. W. Elst                       |
| 27747 -            | 1990 YW      | 18 tháng 12 năm 1990 | Palomar                | E. F. Helin                      |
| 27748 Vivianhoette | 1991 AL      | 9 tháng 1 năm 1991   | Yatsugatake            | S. Izumikawa, O. Muramatsu       |
| 27749 -            | 1991 BJ2     | 23 tháng 1 năm 1991  | Kitami                 | K. Endate, K. Watanabe           |
| 27750 -            | 1991 CW2     | 14 tháng 2 năm 1991  | Palomar                | E. F. Helin                      |
| 27751              | 1991 FQ2     | 20 tháng 3 năm 1991  | La Silla               | H. Debehogne                     |
| 27752 -            | 1991 GL8     | 8 tháng 4 năm 1991   | La Silla               | E. W. Elst                       |
| 27753 -            | 1991 PF5     | 3 tháng 8 năm 1991   | La Silla               | E. W. Elst                       |
| 27754              | 1991 PP9     | 5 tháng 8 năm 1991   | Palomar                | H. E. Holt                       |
| 27755              | 1991 PD11    | 7 tháng 8 năm 1991   | Palomar                | H. E. Holt                       |
| 27756              | 1991 PS14    | 6 tháng 8 năm 1991   | Palomar                | H. E. Holt                       |
| 27757              | 1991 PO18    | 7 tháng 8 năm 1991   | Palomar                | H. E. Holt                       |
| 27758 Michelson    | 1991 RJ4     | 12 tháng 9 năm 1991  | Tautenburg Observatory | F. Börngen, L. D. Schmadel       |
| 27759              | 1991 RE6     | 13 tháng 9 năm 1991  | Palomar                | H. E. Holt                       |
| 27760              | 1991 RB7     | 2 tháng 9 năm 1991   | Siding Spring          | R. H. McNaught                   |
| 27761              | 1991 RL13    | 13 tháng 9 năm 1991  | Palomar                | H. E. Holt                       |
| 27762              | 1991 RD16    | 15 tháng 9 năm 1991  | Palomar                | H. E. Holt                       |
| 27763              | 1991 RN22    | 15 tháng 9 năm 1991  | Palomar                | H. E. Holt                       |
| 27764 von Flüe     | 1991 RV40    | 10 tháng 9 năm 1991  | Tautenburg Observatory | F. Börngen                       |
| 27765 Brockhaus    | 1991 RJ41    | 10 tháng 9 năm 1991  | Tautenburg Observatory | F. Börngen                       |
| 27766              | 1991 TO      | 1 tháng 10 năm 1991  | Siding Spring          | R. H. McNaught                   |
| 27767              | 1991 TP      | 1 tháng 10 năm 1991  | Siding Spring          | R. H. McNaught                   |
| 27768              | 1991 UV1     | 29 tháng 10 năm 1991 | Kushiro                | S. Ueda, H. Kaneda               |
| 27769              | 1991 UA3     | 31 tháng 10 năm 1991 | Kushiro                | S. Ueda, H. Kaneda               |
| 27770              | 1991 VF1     | 4 tháng 11 năm 1991  | Kushiro                | S. Ueda, H. Kaneda               |
| 27771              | 1991 VY2     | 5 tháng 11 năm 1991  | Dynic                  | A. Sugie                         |
| 27772 -            | 1991 VD6     | 2 tháng 11 năm 1991  | La Silla               | E. W. Elst                       |
| 27773 -            | 1991 VN8     | 4 tháng 11 năm 1991  | Kitt Peak              | Spacewatch                       |
| 27774 -            | 1991 YB1     | 29 tháng 12 năm 1991 | Haute Provence         | E. W. Elst                       |
| 27775 -            | 1992 CA3     | 2 tháng 2 năm 1992   | La Silla               | E. W. Elst                       |
| 27776 Cortland     | 1992 DH1     | 25 tháng 2 năm 1992  | Palomar                | C. S. Shoemaker, D. H. Levy      |
| 27777 -            | 1992 DN3     | 25 tháng 2 năm 1992  | Kitt Peak              | Spacewatch                       |
| 27778 -            | 1992 DF6     | 29 tháng 2 năm 1992  | La Silla               | UESAC                            |
| 27779 -            | 1992 DY8     | 29 tháng 2 năm 1992  | La Silla               | UESAC                            |
| 27780 -            | 1992 ER18    | 1 tháng 3 năm 1992   | La Silla               | UESAC                            |
| 27781 -            | 1992 EE19    | 1 tháng 3 năm 1992   | La Silla               | UESAC                            |
| 27782 -            | 1992 EH24    | 2 tháng 3 năm 1992   | La Silla               | UESAC                            |
| 27783 -            | 1992 GV3     | 4 tháng 4 năm 1992   | La Silla               | E. W. Elst                       |
| 27784              | 1992 OE      | 27 tháng 7 năm 1992  | Siding Spring          | R. H. McNaught                   |
| 27785 -            | 1992 OE3     | 26 tháng 7 năm 1992  | La Silla               | E. W. Elst                       |
| 27786 -            | 1992 PN1     | 8 tháng 8 năm 1992   | Caussols               | E. W. Elst                       |
| 27787 -            | 1992 UO6     | 28 tháng 10 năm 1992 | Kitami                 | K. Endate, K. Watanabe           |
| 27788              | 1993 AS      | 13 tháng 1 năm 1993  | Kushiro                | S. Ueda, H. Kaneda               |
| 27789 Astrakhan    | 1993 BB7     | 23 tháng 1 năm 1993  | La Silla               | E. W. Elst                       |
| 27790 -            | 1993 CG1     | 13 tháng 2 năm 1993  | Geisei                 | T. Seki                          |
| 27791 Masaru       | 1993 DD1     | 24 tháng 2 năm 1993  | Yatsugatake            | Y. Kushida, O. Muramatsu         |
| 27792 Fridakahlo   | 1993 DR2     | 20 tháng 2 năm 1993  | Caussols               | E. W. Elst                       |
| 27793              | 1993 FL1     | 25 tháng 3 năm 1993  | Kushiro                | S. Ueda, H. Kaneda               |
| 27794 -            | 1993 FY5     | 17 tháng 3 năm 1993  | La Silla               | UESAC                            |
| 27795 -            | 1993 FO12    | 17 tháng 3 năm 1993  | La Silla               | UESAC                            |
| 27796 -            | 1993 FK13    | 17 tháng 3 năm 1993  | La Silla               | UESAC                            |
| 27797 -            | 1993 FQ17    | 17 tháng 3 năm 1993  | La Silla               | UESAC                            |
| 27798 -            | 1993 FJ19    | 17 tháng 3 năm 1993  | La Silla               | UESAC                            |
| 27799 -            | 1993 FQ23    | 21 tháng 3 năm 1993  | La Silla               | UESAC                            |
| 27800 -            | 1993 FA28    | 21 tháng 3 năm 1993  | La Silla               | UESAC                            |